# Evan Klamer
Evan Martin Klamer (Copenhaguen, 15 de gener de 1923 - Lundtofte, Lyngby-Taarbæk, 28 d'abril de 1978) va ser un ciclista danès, que fou professional entre 1949 i 1959. Va destacar sobretot amb el ciclisme en pista, on va aconseguir 3 victòries en curses de sis dies. Va participar en els Jocs Olímpics de 1948 en la modalitat de tàndem amb Hans Andresen.

## Palmarès
- 1955
  - 1r als Sis dies de Copenhaguen (amb Kay Werner Nielsen)
  - 1r als Sis dies d'Aarhus (amb Kay Werner Nielsen)
- 1956
  - 1r als Sis dies de Frankfurt (amb Kay Werner Nielsen)